# Fay (Sarthe)
Pour les articles homonymes, voir Fay.
Fay est une commune française, située dans le département de la Sarthe en région Pays de la Loire, peuplée de 736 habitants.
La commune fait partie de la province historique du Maine, et se situe dans la Champagne mancelle.

## Géographie
Fay se trouve à environ 10 kilomètres à l'ouest du Mans. Depuis la route reliant Laval au Mans, le village est à 5 km. La ligne 32 du réseau SETRAM dessert la ville depuis la gare le 2 septembre 2017.
| Chaufour-Notre-Dame | Chaufour-Notre-Dame | Trangé            |
| Chaufour-Notre-Dame | Fay                 | Pruillé-le-Chétif |
| Souligné-Flacé      | Étival-lès-le-Mans  | Pruillé-le-Chétif |

### Climat
Pour des articles plus généraux, voir Climat des Pays de la Loire et Climat de la Sarthe.
En 2010, le climat de la commune est de type climat océanique dégradé des plaines du Centre et du Nord, selon une étude du CNRS s'appuyant sur une série de données couvrant la période 1971-2000. En 2020, Météo-France publie une typologie des climats de la France métropolitaine dans laquelle la commune est exposée à un climat océanique et est dans la région climatique  Moyenne vallée de la Loire, caractérisée par une bonne insolation (1 850 h/an) et un été peu pluvieux. 
Pour la période 1971-2000, la température annuelle moyenne est de 11,1 °C, avec une amplitude thermique annuelle de 14,3 °C. Le cumul annuel moyen de précipitations est de 729 mm, avec 11,7 jours de précipitations en janvier et 7 jours en juillet. Pour la période 1991-2020, la température moyenne annuelle observée sur la station météorologique de Météo-France la plus proche, sur la commune du Mans à 9 km à vol d'oiseau, est de 12,4 °C et le cumul annuel moyen de précipitations est de 693,4 mm,. Pour l'avenir, les paramètres climatiques de la commune estimés pour 2050 selon différents scénarios d'émission de gaz à effet de serre sont consultables sur un site dédié publié par Météo-France en novembre 2022.

## Urbanisme

### Typologie
Au 1er janvier 2024, Fay est catégorisée commune rurale à habitat dispersé, selon la nouvelle grille communale de densité à sept niveaux définie par l'Insee en 2022.
Elle est située hors unité urbaine. Par ailleurs la commune fait partie de l'aire d'attraction du Mans, dont elle est une commune de la couronne,. Cette aire, qui regroupe 144 communes, est catégorisée dans les aires de 200 000 à moins de 700 000 habitants,.

### Occupation des sols
L'occupation des sols de la commune, telle qu'elle ressort de la base de données européenne d’occupation biophysique des sols Corine Land Cover (CLC), est marquée par l'importance des territoires agricoles (89,8 % en 2018), en diminution par rapport à 1990 (92,2 %). La répartition détaillée en 2018 est la suivante : 
terres arables (45,4 %), prairies (39,3 %), forêts (5,5 %), zones agricoles hétérogènes (5,1 %), zones urbanisées (4,7 %). L'évolution de l’occupation des sols de la commune et de ses infrastructures peut être observée sur les différentes représentations cartographiques du territoire : la carte de Cassini (XVIIIe siècle), la carte d'état-major (1820-1866) et les cartes ou photos aériennes de l'IGN pour la période actuelle (1950 à aujourd'hui).

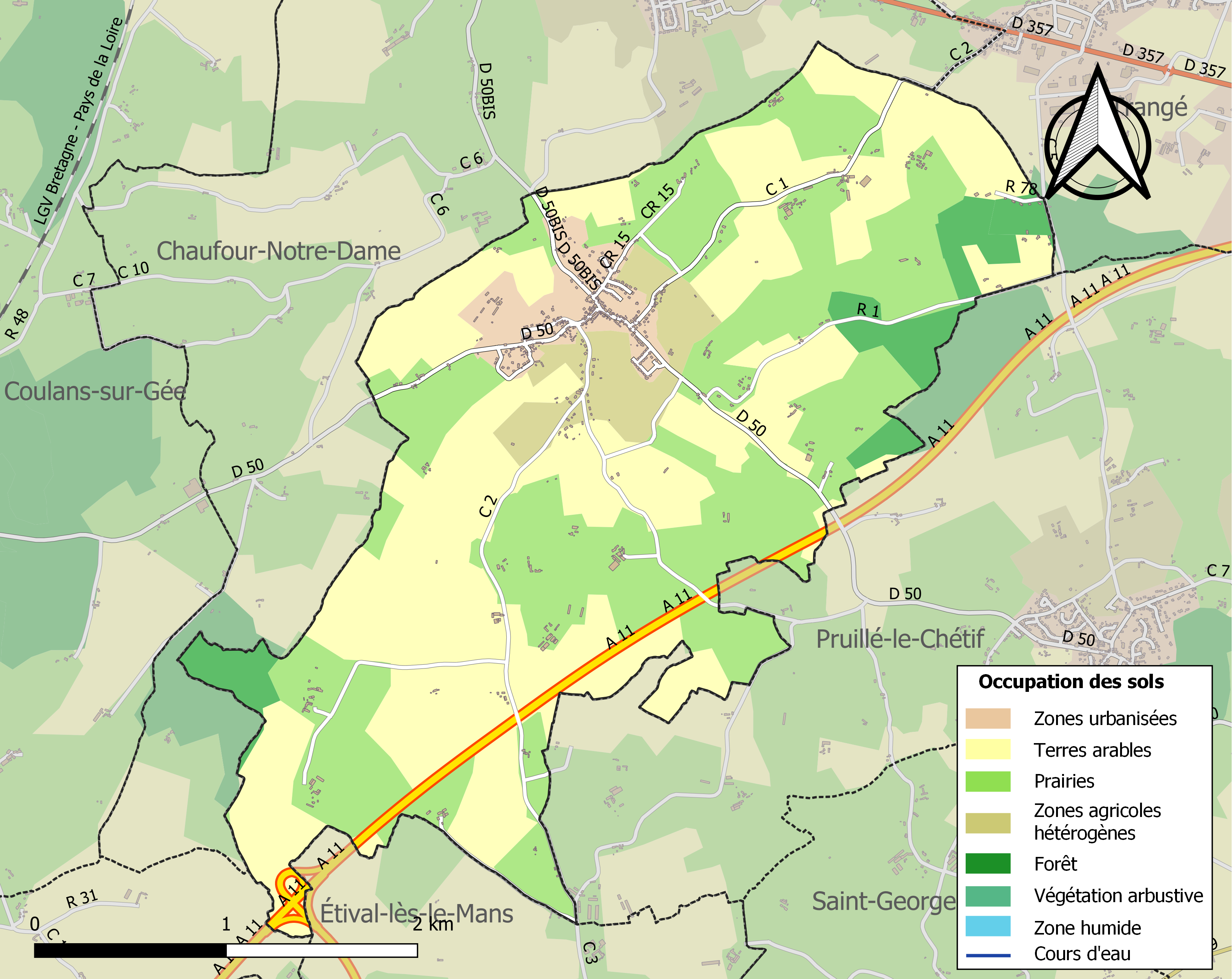
Carte des infrastructures et de l'occupation des sols de la commune en 2018 (CLC).

## Toponymie
Le nom de la localité est attesté sous les formes Fago en l'an 1000, puis Faiaco en 1266.
L'origine du nom de Fay vient du latin fagea qui signifie hêtraie.
Le gentilé est Fayard.

## Politique et administration
| Période                                  | Période       | Identité           | Étiquette | Qualité                         |
| ---------------------------------------- | ------------- | ------------------ | --------- | ------------------------------- |
| avant 1981                               | ?             | Henri de Moy       |           |                                 |
| (avant 2001)                             | ?             | André Poignant     |           |                                 |
| mars 2005                                | décembre 2011 | Daniel Michel      | SE        | Ingénieur des travaux agricoles |
| janvier 2012                             | En cours      | Maurice Pollefoort | SE        | Retraité                        |
| Les données manquantes sont à compléter. |               |                    |           |                                 |

Le conseil municipal est composé de quinze membres dont le maire et trois adjoints.

## Démographie
L'évolution du nombre d'habitants est connue à travers les recensements de la population effectués dans la commune depuis 1793. Pour les communes de moins de 10 000 habitants, une enquête de recensement portant sur toute la population est réalisée tous les cinq ans, les populations de référence des années intermédiaires étant quant à elles estimées par interpolation ou extrapolation. Pour la commune, le premier recensement exhaustif entrant dans le cadre du nouveau dispositif a été réalisé en 2008.
En 2022, la commune comptait 736 habitants, en évolution de +14,46 % par rapport à 2016 (Sarthe : −0,25 %, France hors Mayotte : +2,11 %).
Fay a compté jusqu'à 688 habitants en 1841.
| 1793 | 1800 | 1806 | 1821 | 1831 | 1836 | 1841 | 1846 | 1851 |
| ---- | ---- | ---- | ---- | ---- | ---- | ---- | ---- | ---- |
| 666  | 618  | 646  | 501  | 612  | 586  | 688  | 678  | 668  |

| 1856 | 1861 | 1866 | 1872 | 1876 | 1881 | 1886 | 1891 | 1896 |
| ---- | ---- | ---- | ---- | ---- | ---- | ---- | ---- | ---- |
| 646  | 600  | 598  | 549  | 578  | 576  | 587  | 564  | 561  |

| 1901 | 1906 | 1911 | 1921 | 1926 | 1931 | 1936 | 1946 | 1954 |
| ---- | ---- | ---- | ---- | ---- | ---- | ---- | ---- | ---- |
| 531  | 535  | 528  | 485  | 460  | 423  | 411  | 386  | 423  |

| 1962 | 1968 | 1975 | 1982 | 1990 | 1999 | 2006 | 2008 | 2013 |
| ---- | ---- | ---- | ---- | ---- | ---- | ---- | ---- | ---- |
| 463  | 457  | 496  | 474  | 444  | 505  | 579  | 600  | 604  |

| 2018 | 2022 | - | - | - | - | - | - | - |
| ---- | ---- | - | - | - | - | - | - | - |
| 694  | 736  | - | - | - | - | - | - | - |

## Lieux et monuments
- Église Saint-Pierre-et-Saint-Paul. Un tableau du XVIIe ou XVIIIe siècle, L'Adoration des Bergers, est classé à titre d'objet aux Monuments historiques[23]
- Ancien presbytère des XVe et XVIe siècles. Il héberge à présent la mairie.
- Château de Vandœuvre.
- Vestiges du château de la Masserie du XVIe siècle.
- Château de la Livaudière (XVIIIe siècle).
- Manoir de l'Auberdière (XVIIIe siècle).
- Manoir du Morier.

## Activité et manifestations
- Janvier:
- Février:
- Mars:
- Avril:
- Mai:
- Juin:

Fête de la musique
Fête de l'école
- Juillet:
- Août:
- Septembre:

Fay're Ensemble
Depuis 2016, une journée participative propose aux citoyens qui le veulent, de participer à quelques travaux sur la commune.
Ces travaux concernent le jardinage, la peinture, la maçonnerie
Cette journée a généralement lieu un samedi pendant le mois de septembre, elle est ouverte au adultes et aux enfants.
- Octobre
- Novembre
- Décembre